# Vývar
Vývar (též bujón) je kuchyňská surovina připravená vyvařením masa (kostí) či zeleniny, často obojího, používaná např. při vaření polévek a omáček. Těmito názvy se také označují polévky, ve kterých vývar tvoří hlavní surovinu.

## Příprava vývaru

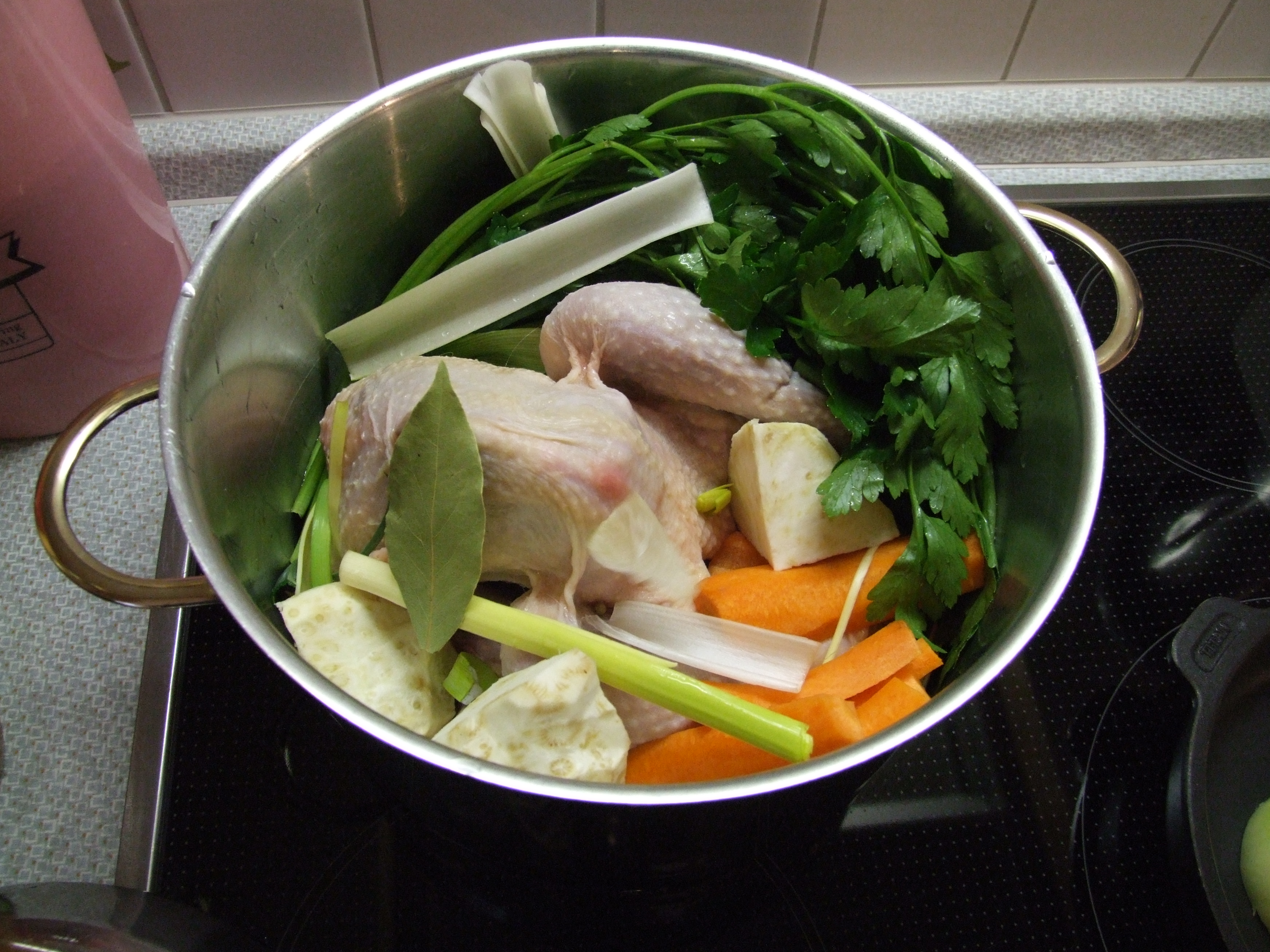
Suroviny na kuřecí vývar, které se zalijí vodou a po uvaření z vývaru vyjmou.

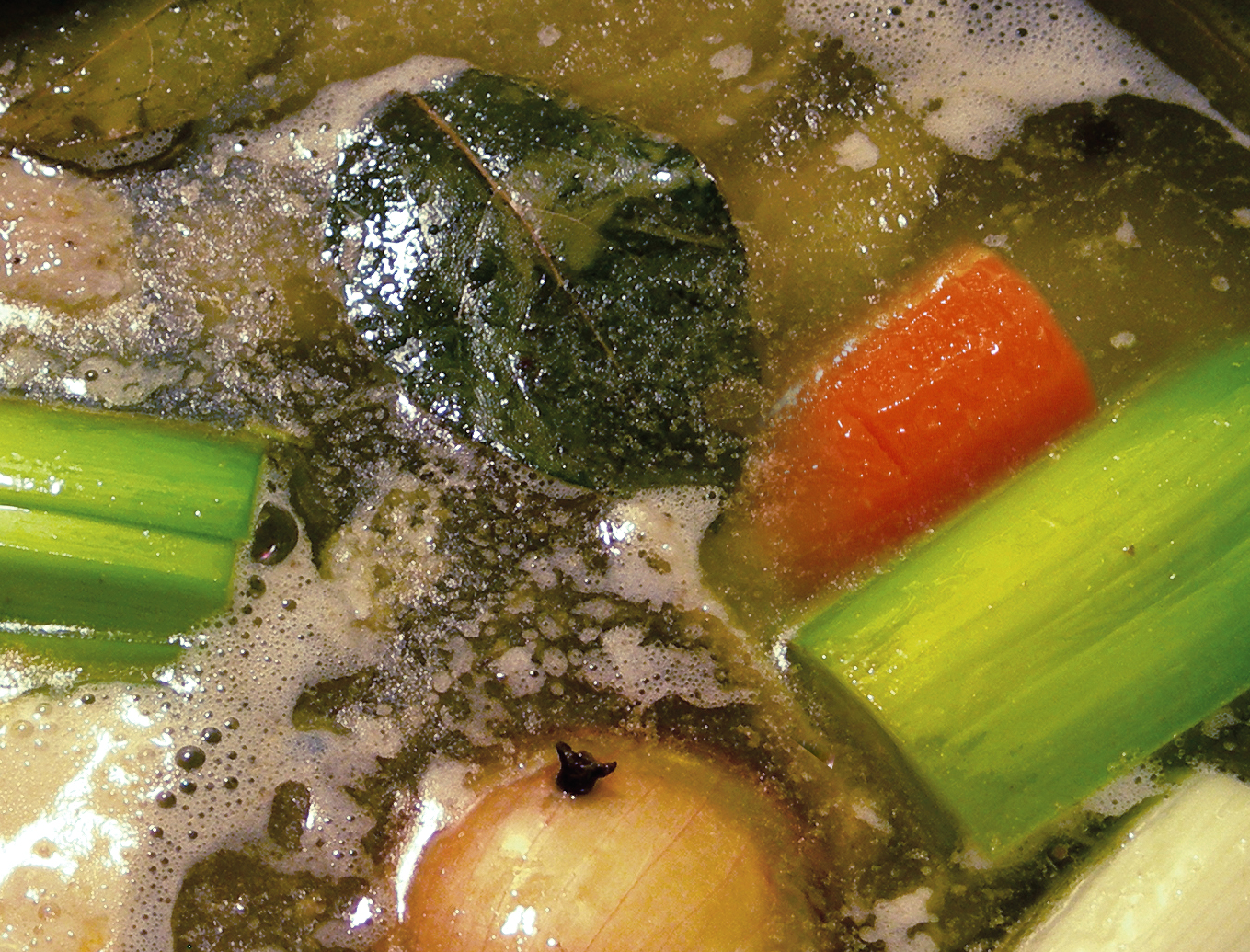
Slepičí vývar

Dobrý vývar hospodyňky považovaly a i dnes mnohdy považují za základ kuchařského umění. Vývar byl též považován všeobecně jako posilující nebo i léčivý prostředek; ženám, které porodily, se nosil silný slepičí vývar s masem, aby brzy zesílily. Vývar byl a dodnes je užíván jako jeden z prostředků na zmírnění kocoviny (tzv. vyprošťovací polévka).
Pro přípravu vývaru se často používají části masa s kostí, jako např. hovězí přední, kuřecí hřbety, rybí hlavy ap., které mají omezené použití pro přímou přípravu masného jídla. Suroviny se zpravidla vkládají do studené, málo solené či nesolené vody, aby se chuťové látky lépe vyvařily. Kvalitní masový vývar se vaří i několik hodin (rozhoduje typ masa), zelenina se přidává později. Po vyvaření se suroviny vyjmou a vývar přecedí. Čistší masový vývar se připravuje cezením přes plátýnko (gázu), případně čištěním pomocí vaječného bílku.
Hotový vývar lze konzervovat zamražením.

## Instantní bujón
Vývarem či bujónem se dnes označuje i kuchyňský polotovar v pevné či tekuté formě, jenž se skládá z bílkovin rostlinného nebo živočišného původu, které se zpracovávají při teplotě přes 100 °C. Při tomto procesu se všechny bílkoviny rozštěpí na aminokyseliny. Po ukončení reakce se přebytek kyseliny neutralizuje sodou. Proto obsahují polévkové bujóny značné množství soli. Pro zvýraznění chutí masa, kterého je ve výrobku minimum, se většinou používá glutamát. Tento výrobek se vhodí do vody a povaří, případně se přidají další ingredience.